# Kees Kist
Kees Kist (Steenwijk, 7 de agosto de 1952) é um ex-futebolista neerlandês, que atuava como atacante.

## Carreira
Kees Kist fez parte do elenco da Seleção Neerlandesa de Futebol que disputou a Eurocopa de 1976 e 1980.

## Ligações Externas
- Perfil em FIFA.com (em inglês)